# Josep Digón i Balaguer
Josep Digón i Balaguer (1954-1995) fou un militant independentista català. Durant els anys setanta fou membre del Front d'Alliberament de Catalunya i el desembre de 1974 fou detingut prop de Sant Llorenç de Cerdans (Vallespir) per la gendarmeria francesa amb Cèsar Algora. Empresonat un temps, quan fou alliberat formà part del grup Resistència Catalana d'Alliberament Nacional (RCAN) i mantingué contacte amb grups anarquistes. El 25 de gener de 1983 fou detingut sota la llei antiterrorista i posteriorment empresonat, acusat de pertànyer a Terra Lliure i de tenir relacions amb un escamot llibertari. L'11 d'abril de 1986, però, fou indultat pel govern espanyol.